# Дачесс-Лендінг (Оклахома)
Дачесс-Лендінг (англ. Duchess Landing) — переписна місцевість (CDP) в США, в окрузі Макінтош штату Оклахома. Населення — 157 осіб (2020).

## Географія
Дачесс-Лендінг розташований за координатами 35°23′54″ пн. ш. 95°25′0″ зх. д. / 35.39833° пн. ш. 95.41667° зх. д. (35.398468, -95.416580).  За даними Бюро перепису населення США в 2010 році переписна місцевість мала площу 15,38 км², уся площа — суходіл.

## Демографія
Згідно з переписом 2010 року, у переписній місцевості мешкало 114 осіб у 42 домогосподарствах у складі 33 родин. Густота населення становила 7 осіб/км².  Було 45 помешкань (3/км²).
Расовий склад населення:
| - 54,4 % — білих - 37,7 % — корінних американців - 0,9 % — чорних або афроамериканців |

До двох чи більше рас належало 7,0 %. Частка іспаномовних становила 0,0 % від усіх жителів.
За віковим діапазоном населення розподілялося таким чином: 28,1 % — особи молодші 18 років, 57,9 % — особи у віці 18—64 років, 14,0 % — особи у віці 65 років та старші. Медіана віку мешканця становила 38,3 року. На 100 осіб жіночої статі у переписній місцевості припадало 103,6 чоловіків;  на 100 жінок у віці від 18 років та старших — 115,8 чоловіків також старших 18 років.
Середній дохід на одне домашнє господарство  становив 38 352 долари США (медіана — 27 292), а середній дохід на одну сім'ю — 41 450 доларів (медіана — 30 446). 
Цивільне працевлаштоване населення становило 81 осіб. Основні галузі зайнятості: освіта, охорона здоров'я та соціальна допомога — 49,4 %, будівництво — 29,6 %, науковці, спеціалісти, менеджери — 21,0 %.